# 罗德行动
罗德行动（希伯來語：‎）是1970年1月22日在消耗战期间以色列用直升机袭击埃及舍德旺岛的军事行动。这是由以色列伞兵和以色列海军第13突击队所执行的任务，他们控制这个岛屿超过一天，然后带着62名被俘的埃及士兵和雷达设备离开。

## 背景
埃及发动了消耗战，目的是为了削弱以色列在1967年六日战争中所占领的西奈半岛上的军事力量。当战争在苏伊士运河沿岸爆发时，以色列希望通过向开罗表明它可以袭击埃及的任何地方，并向埃及领导层展示一场埃及可能准备不足的全面冲突的前景，从而确保停火。1970年1月，以色列不再将战争限制在运河前线，发动了普里哈行动，这是以色列空军对埃及中心地带目标的一系列打击，而其地面部队的任务是对孤立的、戒备薄弱的舍德旺岛进行打击。这次突袭的目的是捕获埃及战俘，以便与在埃及的以色列囚犯交换，并破坏当地的一个雷达站，该雷达站被认为对苏伊士湾的以色列船只构成威胁。
占领舍德旺岛的任务被分配给以色列国防军伞兵旅，由海姆·纳达尔指挥。由中校雅科夫·哈斯戴指挥的第202营和由上尉莫蒂·帕斯指挥的该旅精锐侦察连将登陆该岛。这些行动受到第13突击队协助，而额外的伞兵部队将在沙姆沙伊赫和附近的以色列海军舰艇上待命。
舍德旺岛的埃及驻军总部设在岛南端的灯塔里。灯塔由一个由9个边远哨所组成的防御工事守卫，由一个连的埃及萨卡部队突击队把守。舍德旺岛总共有100名埃及士兵，其中60名是突击队员，其余是埃及海军和技术人员。

## 战斗

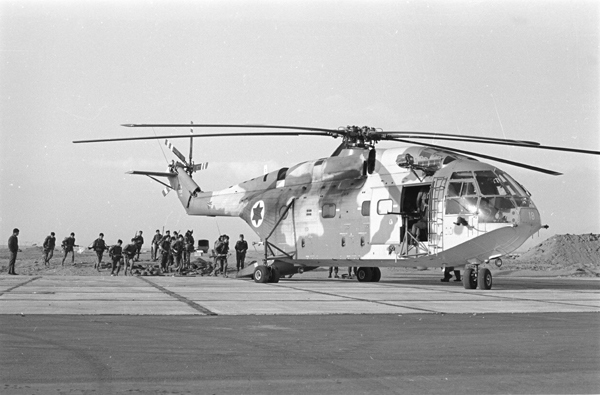
以色列伞兵登上直升机入侵舍德旺岛

1970年1月22日上午，罗德行动开始了。开始时由12架109和115中队的A-4天鹰式攻击机发动袭击，杀死了一些埃及士兵，包括当地驻军的指挥官。
与此同时，以色列地面部队开始在舍德旺岛登陆，他们由UH-1直升机和114中队的超级黄蜂式直升机运送到该岛。9点15分登陆，部队在灯塔以北一英里处上岸，他们随后分成了不同的部队。哈斯戴的部队占领了该岛东部的前哨站和通往灯塔的前哨站，与拒绝向以色列投降的埃及士兵作战。着陆后不到一个小时，除了三个前哨基地外，其他所有的前哨基地都被伞兵部队占领了。在此过程中，一名以色列士兵海姆·伊斯罗维奇下士被狙击手开枪打死。
帕斯的军队试图从西面包抄埃及军队，但在防御防线的西侧遭遇了抵抗，结果进入了一个雷区。一名军官被打死，数人受伤，部队因此撤退，只得把代号为“达芙纳”和“德沃拉”的哨所还给了埃及人。因此，在10时30分，由阿莫斯·亚伦中校率领的在沙姆沙伊赫的后备部队被派往该岛。
与此同时，伊扎克·科特勒中尉率领的一支部队到达了灯塔。尽管预计会有很大的阻力，但现场几乎没有动静，12点时，以色列军队袭击了该建筑。有几间房间最初被发现是空的，但建筑物西侧很快有人开火，击中科特勒，使部队失去了领导。哈斯戴命令科特勒的一个小队从侧面包抄这座建筑，用手榴弹将其清除。12点57分，他们成功地占领了这座建筑，发现只有两名埃及士兵保卫着这座建筑，其中一名已经死亡，另一名受伤。一架以色列直升机很快抵达，将这名埃及军官和科特勒送往医院，但科特勒因伤势过重而死亡。
11点30分，阿莫斯·亚伦登上该岛，纳达尔派遣他去清除该岛西部最后的抵抗力量。在两架以色列空军攻击机的协助下，亚伦领导了一次三管齐下的攻击，在14:15之前控制了代号为“达芙纳”的哨所，附近的“德沃拉”哨所也很快被占领，到15:30，战斗已经停止。14名埃及人被捕，17人死亡，在随后对该岛的搜查中又发现了几十名战俘。

### 空军的参与
在最初的着陆支援之后，以色列空军飞机向地面部队提供持续的近距离空中支援，同时以色列空军战斗机在该岛周围空域巡逻，以防止埃及增援。这次行动还见证了以色列A-4战斗机作为空中加油机的首次亮相，109中队为其他以色列飞机提供了空中加油。

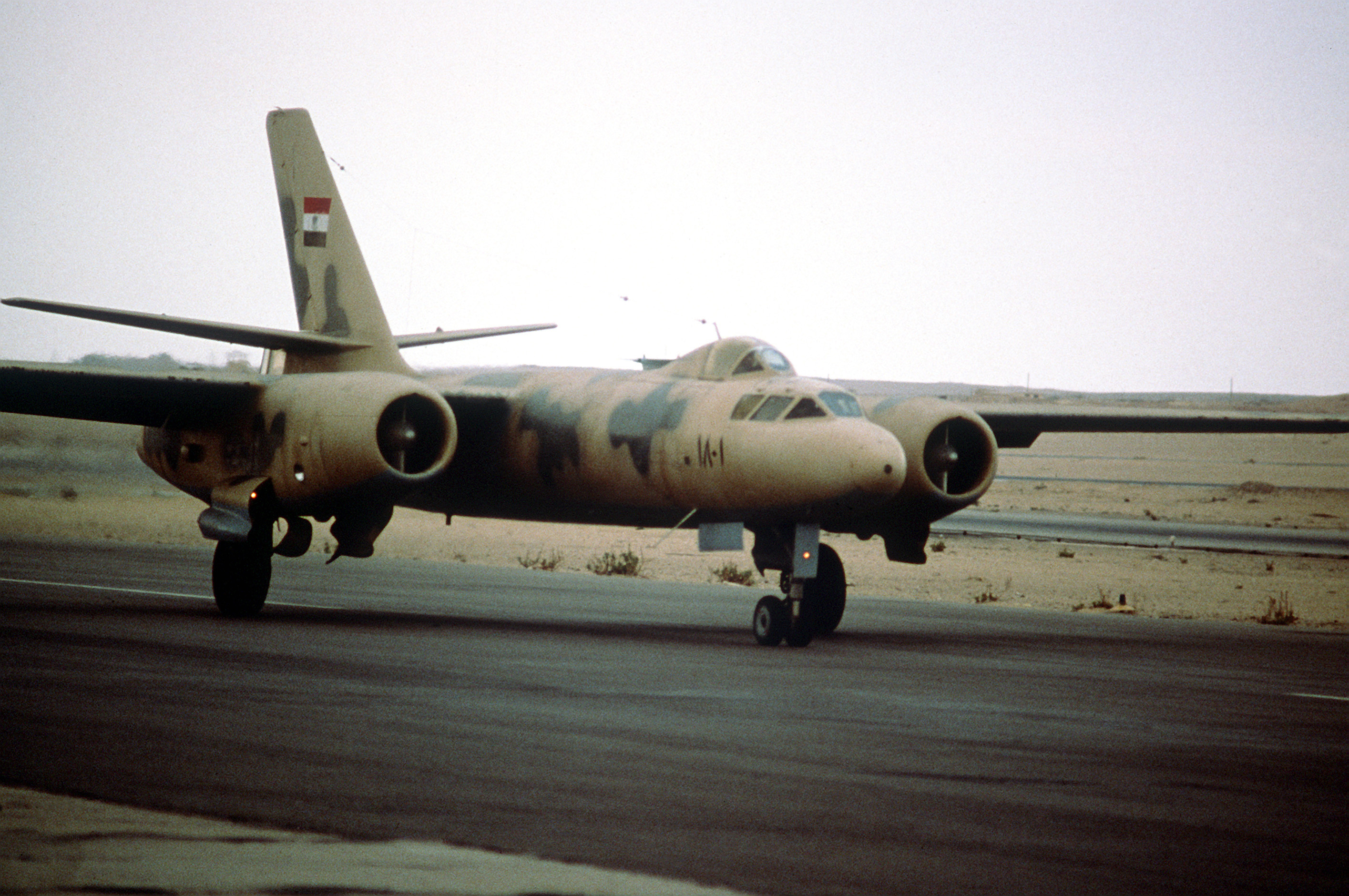
埃及空军伊尔-28轰炸机

当战斗开始时，由两支109中队和两支115中队的飞机组成的混合编队发现了两艘埃及鱼雷船从古尔代盖驶往该岛。飞机用空对地火箭攻击了两艘船，两艘船都被击沉了。1月23日午夜过后不久，埃及空军的一架伊尔-28轰炸机成功地躲过了巡逻的以色列飞机。那架飞机对该岛进行了一次轰炸，但没有造成任何损害。

### 撤离
以色列部队整晚守在岛上，1月23日上午11时50分接到撤离命令。除灯塔外的所有建筑都被摧毁，军队撤走了62名埃及战俘和一架缴获的英国台卡雷达。最后一架直升机载着海姆·纳达尔于17:40离开该岛。在这次冲突中，3名以色列人被打死，7人受伤，而以色列发言人说埃及的死亡人数为70人，这包括舍德旺岛和被击沉的鱼雷艇上的士兵。

## 后续
尽管这次行动取得了成功，但其后果并不值得称赞。1月24日，也就是行动的两天后，一辆载有舍德旺岛缴获的弹药的卡车在埃拉特上岸时发生爆炸，造成21人死亡，巴勒斯坦武装分子宣称对爆炸负责。
埃及承认有80名士兵死亡、受伤或失踪。埃及方面最初的报道称，以色列人“试图登陆”该岛，造成30人伤亡，2架飞机损失，后来又称以色列军队“由于地面上的顽强抵抗和大规模空袭”未能留在该岛。埃及媒体普遍关注船长胡斯尼·哈马德的事迹。哈马德在主动带领鱼雷艇前往该岛的过程中丧生。
罗德行动发生在普里哈行动启动几天之后，普里哈行动突显出埃及无力对抗以色列的空中霸权。埃及总统纳赛尔没有选择停火，而是向苏联寻求军事援助。在罗德斯行动的同一天，纳赛尔秘密离开开罗前往莫斯科进行一系列秘密会谈。几周内，苏联的硬件和人员开始抵达埃及，标志着消耗战进入了一个新阶段。

### 书目
- Aloni, Shlomo. . Combat Aircraft. UK: Osprey. 2009  [2021-07-12]. ISBN 978-1-84603-430-5. （原始内容存档于2014-06-27）.
- Gawrych, George Walter. . Greenwood Publishing Group. 2000  [2021-07-12]. ISBN 978-0-313-31302-8. （原始内容存档于2022-04-28）.
- Milstein, Uri.  3. Tel Aviv: Shilgi. 1985 （希伯来语）.
- Norton, Bill. . Midland Publishing. 2004: 310. ISBN 1-85780-088-5.
- Shalom, Danny. . Bavir Aviation & Space Publications. 2007. ISBN 978-965-90455-2-5 （希伯来语）.